# 横須賀藩
横須賀藩（よこすかはん）は、遠江国に存在した藩。藩庁は横須賀城（静岡県掛川市西大渕）。

## 概要

### 戦国期
天正2年（1574年）、武田勝頼によって東遠江の要衝であった高天神城が陥落する。これによって東遠江の支配権を失った徳川家康は、高天神城を奪還するために馬伏塚城の大須賀康高に命じて馬伏塚城を廃し、天正6年（1578年）から新たに横須賀城を築城させた。横須賀城は天正8年（1580年）に完成し、この城を拠点にして高天神城奪回の攻撃が始まり、天正9年（1581年）3月22日に高天神城は奪回された。後に康高が死去すると、城主は養子の大須賀忠政が継いだ。
天正18年（1590年）の小田原征伐により、家康が関東に加増移封されると、忠政も上総久留里藩に移封され、代わって豊臣秀次の家臣・渡瀬繁詮が入った。しかし文禄4年（1595年）、繁詮は秀次事件に連座して改易・死罪に追い込まれた。そのため代わって繁詮の重臣だった有馬豊氏が入る。この豊臣系大名の時代は「悪政の時代」として有名で、渡瀬時代は秀次の権勢をかさに着て過酷な重税を課し、それが納められなかった者は殺されたといわれる。有馬時代も豊臣秀吉の権勢をかさに着て太閤検地を実施したが、この検地があまりに過酷なものであり、そのために領民は重税に苦しめられたとされる。慶長5年（1600年）9月、関ヶ原の戦いで有馬豊氏は東軍に与して戦功を挙げたことから、戦後の12月13日に丹波福知山藩6万石に加増移封された。

### 立藩と大須賀家時代
慶長6年（1601年）2月、久留里より大須賀忠政が再び横須賀に戻ってきて領主となった。これが、横須賀藩の立藩である。石高は5万5000石であった。忠政は豊臣大名時代の悪政を正して旧来の税制に戻すなどしている。
第2代藩主・大須賀忠次は元和元年（1615年）12月1日、本家の上野館林藩主榊原康勝が嗣子なくして死去したため、代わって榊原家の家督を相続することとなり、館林藩に移封された。これにより、横須賀藩は一時的に廃藩、幕府領となった。

### 能見松平家時代
元和5年（1619年）10月、下総関宿藩より松平重勝が2万6000石で入ったことにより、横須賀藩が再立藩する。しかし元和7年（1621年）、第2代藩主松平重忠時代に1万4000石加増の4万石にされた上で、出羽上山藩に加増移封された。

### 井上家時代
元和8年（1622年）、井上正就が5万2500石で入る。寛永5年（1628年）、第2代藩主井上正利は5000石を弟の井上正義に分与したため、4万7500石となった。しかし正利は徳川忠長事件で功を挙げ、さらに奏者番に栄進したことから、正保2年（1645年）6月27日に2500石の加増の上で常陸笠間藩に加増移封された。

### 本多家時代
井上家に代わって、三河岡崎藩から本多利長が5万石で入る。しかし『寛政重修諸家譜』にもあるように「領内の政事よろしからず。さきに巡検使封地に至るのときも、其はからひ御むねに違ひしにより所領を公収せられ云々」と悪政が敷かれていた。利長は正室が早世すると、遊女に700両の大金を支払って身請けし、酒宴や女性に溺れる毎日を過ごした。このような藩主では家臣にも黒柳権右衛門や松本新太郎、松山勘左衛門ら奸臣が集って政務を専横し、スパイを領内に派遣して密告を奨励し、さらに「法度百か条」を制定して領民の生活を厳しく統制するなどした。さらに延宝8年（1680年）8月、領内を暴風雨と高潮が襲う大被害に見舞われると、遂に領民の不満は爆発して幕府に嘆願が行なわれた。幕府も看過できず、天和2年（1682年）2月22日、利長は江戸城において23か条における折檻状を受けて改易に処された。後に利長は、出羽村山藩主として復活した。

### 西尾家時代
本多家改易後の3月9日、信濃小諸藩より西尾忠成が2万5000石で入り、藩主家は安定した。
第2代藩主西尾忠尚は老中を歴任して幕政に参与したことから江戸暮らしが長かったが、そのために江戸文化が横須賀にも導入され発展することとなった。在任中に宝永地震で港が使い物にならなくなり、貿易中継拠点の街から地場産業の街へと移行する。第4代藩主西尾忠移の正室は田沼意次の娘であり、忠移は相良城破却を務めた。また、忠尚同様に蘭学を好み、高森観好を登用して文化の発展に尽くし、この時代は西尾文化ともいわれた。殖産興業でも忠移はサツマイモ・茶・サトウキビの栽培、遠州灘の漁業促進などに尽力した。
幕末期に入ると、西尾家は譜代の名門であることから家臣団が佐幕派・尊王派に分裂して抗争した。戊辰戦争が始まると対応に苦慮したが、尾張藩の説得を受け、また青山善一郎の仲介もあって尊王派が大勢を占めた。その後、横須賀藩は新政府の東征軍に協力した。
明治2年（1869年）2月29日、第8代藩主西尾忠篤は安房花房藩に移封され、横須賀藩は廃藩となった。

## 歴代藩主

### 大須賀（松平）家
6万石 譜代
1. 忠政
2. 忠次

### 松平（能見）家
2万6000石 譜代
1. 重勝
2. 重忠

### 井上家
5万2000石 譜代
1. 正就
2. 正利

### 本多家
5万石 譜代
1. 利長

### 西尾家
2万5000石→3万5000石 譜代
1. 忠成
2. 忠尚
3. 忠需
4. 忠移
5. 忠善
6. 忠固
7. 忠受
8. 忠篤

## 幕末の領地
- 遠江国
  - 城東郡のうち - 66村

段村 (85石7斗9升1合0勺0才0撮)・和田村 (158石6斗2升1合0勺0才2撮)・西大淵村 (1923石7斗3升7合0勺6才1撮)・西大淵村ノ内 浜新田 (33石8斗9升89勺98撮)・西大淵村西堤外新田 (4石6斗5升3合0勺0才0撮)・西大淵村金沢徳兵衛新田 (172石3斗5升0合9勺9才8撮)・西大淵村金沢源十郎新田 (152石5斗2升20勺0才3撮)・西大淵村善福寺新田 (69石0斗2升9合9勺9才9撮)・東大坂村 (1361石1斗2升6合9勺5才3撮)・西大坂村 (1469石4斗3升2合0勺0才7撮)・藤塚村源左衛門方 (398石0斗3升6合9勺8才7撮)・藤塚村庄左衛門方 (490石0斗8升4合9勺9才1撮)・大新井村 (421石9斗5升5合9勺9才4撮)・中新井村 (205石6斗2升3合9勺9才3撮)・清ヶ谷村 (204石772合9勺9才5撮)・三俣村 (293石3斗9升9合9勺9才4撮)・雨垂村 (272石2斗1升7合9勺8才7撮)・東同笠村 (489石5斗1升4合0勺0才8撮)・同笠新田村 (633石0斗9升4合9勺7才1撮)・同笠新田村ノ内 小川外町分新田 (29石1斗1升8合9勺9才9撮)・同笠新田村ノ内 林正寺新田 (16石石2斗5升9合0勺0才1撮)・中新田村 (487石1斗1升3合0勺0才7撮)・三輪村 (648石9斗7升1合0勺0才8撮)・三輪村ノ内 町分新田 (96石0斗1升2合0勺0才1撮)・三輪村ノ内 三沢新田 (166石8斗1升1合0勺0才5撮)・石津村 (301石6斗9升6合0勺1才4撮)・石津村ノ内 入江前新田 (53石0斗0升2合99才8撮)・石津村ノ内 入江養樹新田 (22石5斗3升5合0勺0才0撮)・石津村ノ内 入江加兵衛新田 (22石1斗9升1合9勺9才9撮)・石津村ノ内 入江庄兵衛新田 (21石8斗2升3合9勺9才9撮)・小谷田新田 (66石0斗1升0合0勺0才2撮)・大石村 (479石3斗3升4合9勺9才1撮)・西之谷村 (419石3斗8升5合9勺8才6撮)・海戸村 (571石9斗7升6合9勺9才0撮)・下方村 (560石6斗1升4合9勺9才0撮)・公文村 (664石9斗8升6合0勺2才3撮)・毛森村 (657石4斗8升4合0勺0才9撮)・川久保村 (297石0斗9升2合0勺1才0撮)・岩滑村 (1116石4斗630勺1才3撮)・坂里村 (271石5斗2升6勺0勺0才1撮)・来福村 (1291石2斗0升3合0勺0才3撮)・旦付新田 (16石4斗5升4合0勺0才0撮)・成行村 (731石43升5合9勺7才4撮)・国安村 (506石5斗1升9合0勺1才2撮)・国安村ノ内 久兵衛新田 (39石1斗5升0合0勺0才2撮)・国安村ノ内 喜右衛門新田 (140石8斗9升9合0勺0才2撮)・国包村 (411石0斗0升3合9勺9才8撮)・沖之須村 (305石0斗3升0合3勺0才4撮)・沖ノ須村ノ内 安井新田 (30石4斗3升4合0勺0才0撮)・上野中村 (305石4斗0升3合9勺9才2撮)・上野中村ノ内 宮前新田 (36石14升4合0勺0才1撮)・上野中村ノ内 犬待坂新田 (46石2斗2升2合0勺0才0撮)・下野中村 (87石9斗41合0勺0才2撮)・浜村 (327石5斗7升9合9勺8才7撮)・野賀村 (175石5斗4升2合0勺0才7撮)・野賀村ノ内 岡原新田 (181石3斗2升0合9勺9才9撮)・浜野村 (379石3斗8升0合0勺0才5撮)・浜野村新田 (143石9斗5升5合9勺9才4撮)・浜川新田村 (132石8斗2升0合9勺9才9撮)・岡崎村 (1341石3斗7升9合0勺2才8撮)・堂山村 (80石1斗0升2合9勺9才7撮)・嶺田村 (2576石1斗0升8合8勺8才7撮)・奈良野村 (84石5斗9升1合5勺9才9撮)・合戸村 (707石5斗1升5合9勺9才1撮)・合戸村ノ内・塩原新田 (167石7斗9升2合0勺0才7撮)・池新田村 (1993石1斗0升9合0勺0才9撮)
- - 佐野郡のうち - 9村

各和村 (571石6斗1升7合0勺0才4撮)・宮ヶ島村 (110石3斗2升2合9勺9才8撮)・西山村 (264石8斗0升8合0勺1才4撮)・寺田村 (245石1斗7升1合0勺0才5撮)・岡津村 (104石8斗3升9合5勺0才0撮)・幡鎌村 (188石8斗2升6合9勺8才1撮)・池下村 (135石1斗1升3合9勺9才8撮)・満水村 (483石4斗1升6合4勺1才2撮)・高御所村 (205石8斗3升2合9勺9才3撮)		
- - 周智郡のうち - 6村

下山梨村 (625石7斗7升0合0勺2才0撮)・市場村 (146石5斗6升2合2勺5才6撮)・中村 (65石1斗8升9合0勺0才3撮)・城下村 (279石8斗7升1合0勺0才2撮)・上山梨村 (812石1斗5升9合9勺7才3撮)・村松村 (1177石1斗7升5合0勺4才9撮)		
- - 山名郡のうち - 17村

上貫名村 (235石4斗5升6合8勺0才2撮)・下大原村 (436石2斗5升2合0勺1才4撮)・上大原村 (56石5斗9升4合0勺0才2撮)・大和田村 (247石6斗6升9合0勺0才6撮)・浜部村 (263石0斗1升9合0勺1才2撮)・福田村 (745石0斗9升1合9勺8才0撮)・二ノ宮村 (427石1斗2升2合0勺0才9撮)・小島方村 (288石9斗2升3合004撮)・梅田村 (999石4斗9升5合9勺7才2撮)・松山村 (221石2斗3升5合0勺0才1撮)・東山村 (229石8斗0升9合9勺9才8撮)・西同笠村 (263石6斗8升2合0勺0才7撮)・太郎助村 (347石0斗4升9合9勺8才8撮)・松原村 (1312石3斗2升2合0勺2才1撮)・石野村 (784石9斗6升0合0勺2才2撮)・石野村枝郷 宝野新田 (186石3斗0升7合0勺0才7撮)・石野村枝郷 菩提新田 (90石6斗9升5合0勺0才0撮)		
- 駿河国
  - 志太郡のうち - 13村

入野村 (155石6斗9升9合0勺0才5撮)・殿村 (205石9斗2升5合9勺9才5撮)・殿村新船組 (148石6斗0升2合0勺0才5撮)・野田沢村 (7石6斗1升2合0勺0才0撮)・玉取村 (94石9斗2升2合9勺9才7撮)・青羽根村 (24石1斗4升6合9勺9才9撮)・三輪村 (52石7斗4升8合2勺9才9撮)・高柳下村 (1209石4斗0升7合9勺5才9撮)・下青島村 (677石7斗5升0合0勺0才0撮)・下青島村持添 芝地新田 (78石5斗4升0合0勺0才1撮)・御受新田 (173石2斗8升5合0勺0才4撮)・下ノ郷村 (805石1斗3升8合0勺00撮)・寺島村 (117石0斗8升1合0勺0才1撮)	